# Nicolas-Michel Quatresolz de Marolles
Pour les articles homonymes, voir Marolles.
Nicolas-Michel Quatresolz de Marolles, seigneur de la Mothe, né le 24 octobre 1733 à Coulommiers et mort le 31 juillet 1818 à Marolles-en-Brie, est un homme politique français.

## Biographie
Nicolas-Michel Quatresolz de Marolles est le fils de Nicolas Quatresolz, écuyer, seigneur de Marolles, et de d'Augustine-Roberte-Suzanne-Henriette de Formont.
Il était brigadier des mousquetaires de la garde du roi, chevalier de l'ordre de Saint-Louis et lieutenant civil à Marolles.
Il devint, à la Révolution, président du district de Rozay-au-Brie, maire de Marolles, et, le 31 août 1791, député de Seine-et-Marne à l'Assemblée législative. Il disparut de la scène politique après la session.

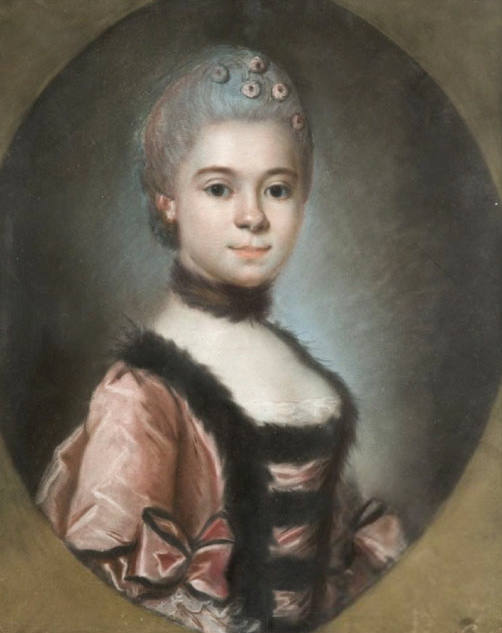
Portrait de son épouse, née Louise Madeleine Charlotte de Barentin de Montchal (1747-1793).

Il était marié a Louise-Madeleine-Charlotte de Barentin de Montchal, fille de Charles-Jean-Pierre de Barentin de Montchal, vicomte de la Mothe, brigadier des armées du roi, et de Louise-Madeleine Bertin de Vaugien, et cousine germaine de Charles de Paule de Barentin. Son épouse et leur fils Charles-Nicolas furent guillotinés en 1793 comme contre-révolutionnaires. Il est l'arrière grand-père de Victor de Marolles.